# Phumosia indica
Phumosia indica este o specie de muște din genul Phumosia, familia Calliphoridae. A fost descrisă pentru prima dată de Surcouf în anul 1914. Conform Catalogue of Life specia Phumosia indica nu are subspecii cunoscute.